# Escudo de Tapia de Casariego

El escudo del concejo asturiano de Tapia de Casariego cuarteado en cruz.
- El primer cuartel, representa sobre campo de azur, a la Cruz de los Ángeles, en alusión al dominio ejercido por la mitra Ovetense durante siglos.

- El segundo cuartel, en campo de gules representa un castillo almenado del que sale un águila de su parte superior con el cuerno de la abundancia sobre su cabeza y flanqueado todo por dos espigas. Este cuarto hace referencia a la dependencia de Tapia de Castropol.

- El tercer cuartel, nos enseña una torre, de donde florece de su parte almenada un guerrero con armadura plateada que empuña una espada en su mano derecha y una cruz en la izquierda. Alrededor de todo esto aparece una leyenda que reza " VILLAAMIL AVANTE CON ESTA CRUZ DELANTE". Representa el escudo de armas de la familia Villaamil de Serantes, descendientes de los condes del Honor del Suarón de la Alta Edad Media que gobernaban todo el territorio entre los ríos Eo y Navia.

- El cuarto cuartel, representa al escudo de Fernando Fernández Casariego, a la sazón precursor del concejo de Tapia y nombrado posteriormente Marqués de Casariego. Su representación es partida, mostrándonos primero en oro, un pino de sinople acostado de dos lanzas que se apoyan en él y en punta una cabeza de jabalí de gules: el segundo nos muestra en gules, una torre donjonada de plata, mazonada y acabada en sable; bordura de oro, cargada de ocho roeles, de azur.

Al timbre la corona del Príncipe de Asturias.
Este escudo toma la forma y el diseño del utilizado por los historiadores Octavio Bellmunt y Fermín Canella para ilustrar su obra "Asturias", obra en la cual para la realización de dichos emblemas toman lo más característicos de cada municipio asturiano. Actualmente el Ayuntamiento lo utiliza sin sanción legal conocida. 
- Datos: Q5838334